# Xabier Gurrutxaga
Xabier Gurrutxaga Aizpeolea (Ormáiztegui, 1955) es un político y abogado español, ex parlamentario vasco y exsecretario general del partido político Euzkadiko Ezkerra.

## Biografía
Xabier Gurrutxaga nació en Ormáiztegui en 1955. Se licenció en Derecho en la Universidad del País Vasco.
Fue parlamentario del Parlamento Vasco durante diez años, desde 1984 a 1994 (2.ª, 3.ª y 4.ª Legislaturas), por Euskadiko Ezkerra (1984-1992) y por Euskal Ezkerra 1992 a 1994.
En 1991 se convirtió en Secretario General de Euskadiko Ezkerra, apoyado por su anterior Secretario General Kepa Aulestia. Xabier Gurrutxaga fue quien negoció el acuerdo de Gobierno con el Partido Nacionalista Vasco por el cual EE entró en el Gobierno Vasco.
En 1992 cuando Euskadiko Ezkerra iba a integrarse en el Partido Socialista de Euskadi, Gurrutxaga, Aulestia, Martin Auzmendi y Patxi Baztarrika crearon el partido Euskal Ezkerra, debido a que estaban en contra de la integración. Actualmente es abogado en ejercicio y columnista en el Correo.